# Collision aérienne de Nantes
La collision aérienne de Nantes se produisit le 5 mars 1973 lorsqu'un McDonnell Douglas DC-9-32 de la compagnie aérienne Iberia (vol 504) venant de Palma, à Majorque (Espagne), à destination de Londres (Royaume-Uni), et un Convair CV-990-30A-5 Coronado de la compagnie Spantax (vol 400), en provenance de Madrid et également à destination de Londres, se percutèrent en plein vol au-dessus de la commune de La Planche, à 25 km au sud de Nantes, en France.
L'accident tua les 68 occupants du DC-9, dont Mike Jeffery, ex-manager de Jimi Hendrix. Le pilote du Convair, quant à lui, parvint à se poser en urgence à Cognac sauvant la vie des 107 occupants, malgré les dommages de l'appareil.

## Circonstances de l'accident et enquête

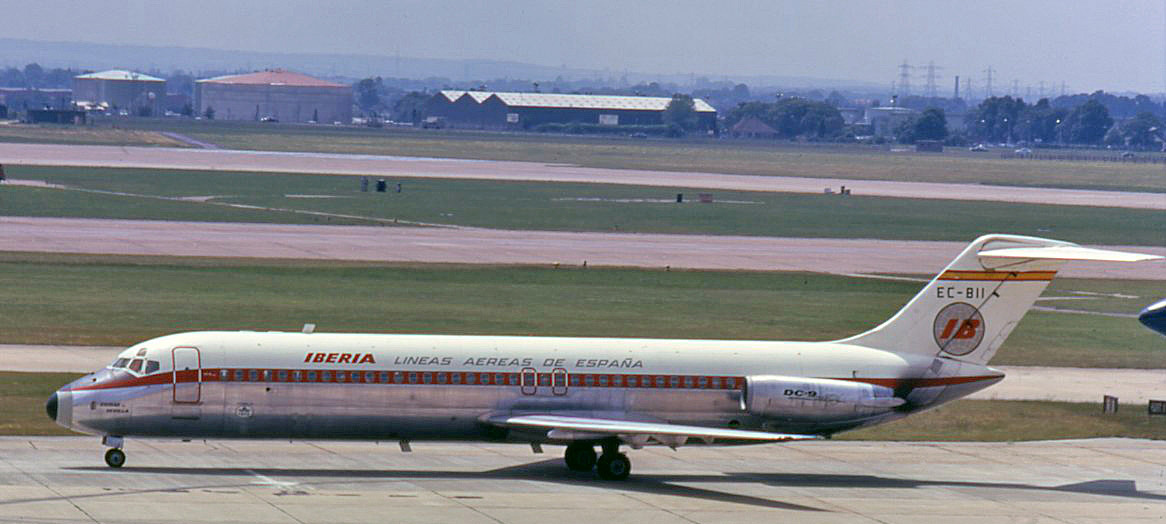
Le McDonnell Douglas DC-9 de Iberia impliqué dans l'accident, ici à l'aéroport de Londres-Heathrow en juin 1972.

En mars 1973, les aiguilleurs du ciel font grève, par conséquent ce sont des militaires de l'Armée de l'air française qui assurent la circulation aérienne (plan Clément Marot). Les militaires ne sont ni formés, ni habitués aux procédures de l'aviation civile.
L'enquête a déterminé que l'attribution par le contrôle militaire d'un même niveau de vol aux deux avions, devant arriver à la verticale de la balise VOR de Nantes à la même heure, ainsi qu'une mauvaise compréhension entre les contrôleurs et les équipages, provoqua la collision.
Chronologie de l'accident du 5 mars 1973, :
- à 11 h 24, le DC9 de la compagnie Iberia décolle de Palma, dans l'île de Majorque à destination de Londres ;
- à 12 h 1, le Convair 990 Coronado de la compagnie Spantax décolle de Madrid, également à destination de Londres ;
- à 12 h 25, le DC-9 annonce son arrivée au-dessus de Nantes pour 12 h 52 ;
- à 12 h 28, le Convair 990 Coronado annonce son arrivée au-dessus de Nantes pour 12 h 52 ;
- à 12 h 29, le DC-9 descend du niveau 310 au niveau 290 à la demande du contrôle aérien ;
- à 12 h 30, le Convair 990 Coronado monte du niveau 260 au niveau 290 à la demande du contrôle aérien ;
- à 12 h 41, le DC-9 confirme son niveau 290 et note que son arrivée au-dessus de Nantes est retardée à 12 h 54 ;
- à 12 h 43, le Convair 990 Coronado reçoit pour instruction de retarder son arrivée au-dessus de Nantes pour 13 h ;
- à 12 h 50, le Convair 990 Coronado demande à effectuer un virage à 360 degrés, sa vitesse ne permettant pas de retarder le vol comme prévu ;
- à 12 h 51, le pilote annonce qu'il commence son virage à droite ;
- à 12 h 52, les deux avions se percutent à environ 9 000 m d'altitude ; le DC9 se désintègre (les victimes et débris retombent sur le territoire de La Planche), tandis que le Convair, lui, perd une importante partie de son aile gauche ;
- à 12 h 56, le Convair 990 Coronado émet un signal de détresse Mayday qui est entendu par le vol Iberia 163 et retransmis au contrôle aérien ;
- à 13 h 7, un avion militaire T33 de l'Armée de l'air intercepte le Convair 990 Coronado sans pouvoir établir le contact radio ;
- à 13 h 18, le radar de Bordeaux prend en charge le Convair 990 Coronado, qui est en vue de l'aérodrome militaire de Cognac. La tour de contrôle lance des fusées vertes autorisant l'atterrissage ;
- à 13 h 28, le commandant du Convair 990 José Antonio Arenas-Rodriguez[4] fait atterrir son appareil sur la base aérienne de Cognac.

Le rapport d'enquête du BEA conclut à une contribution de plusieurs causes élémentaires :
- une situation dégradée par l'application du plan Clément Marot et le remplacement de personnels civils par des militaires moins expérimentés, qui demandait en conséquence « le respect particulièrement strict de la règlementation spéciale du plan RAC-7 » ;
- l'attribution par le contrôle de Nantes d'un même niveau de vol, « une source de conflit », impliquant une séparation uniquement temporelle des vols, demandait pour fonctionner une couverture radar sans défaut, une navigation particulièrement précise des équipages et une excellente communication avec le sol.

De fait, l'équipage du Convair n'avait pas une conscience précise de sa position, a entamé son virage sans validation du contrôle. Le contrôle radar n'a pas identifié le vol Iberia sur l'écran, et le défaut de communication radio n'a pas permis d'éviter l'accident dans sa phase finale (cf. conclusion du rapport pdf p. 40).
En 1982, un arrêt en appel du conseil d'État conclut à la responsabilité totale de l'État dans l'accident, en raison de l'attribution d'un même niveau de vol aux deux appareils, ainsi qu'au manque de communication radio et à la demande de réalisation de manœuvres d'attente impossibles à réaliser.
Précision importante : le message concernant le plan de vol a été expédié de l'aérodrome de Madrid-Barajas à 12 h 55' TU, soit cinquante-quatre minutes après le décollage de l'appareil, alors que celui-ci avait déjà franchi toute l'étendue du secteur. Il n'a pas été adressé à tous les destinataires prévus par le RAC-7 du manuel d'information aéronautique, notamment ni à Marina, ni à Menhir. Ce message porte l'indicatif BX 1400, alors que la demande de vol pour la planification et le vol réel portaient l'indicatif BX 400.

## Après l'accident
Dans le contexte d'une grève dure dans le secteur aérien, les positions concernant l'accident sont tranchées. Selon le syndicat des pilotes de ligne « Les militaires aux commandes du contrôle aérien manquent de souplesse devant l'imprévu et tardent à réagir. Un avion de ligne ne se manipule pas comme un avion de chasse. » Le ministre des transports est alors Robert Galley, qui déclare : « Cet accident est la conséquence de fautes de pilotage du pilote du Convair Coronado qui, en avance de 8 minutes sur son plan de vol, ne réagit pas aux injonctions des contrôleurs qui lui demandent de ralentir. Ce même pilote n'a pas exécuté l'ordre de prendre contact avec le centre de contrôle radio de Brest. Il entame un virage sur la droite sans la permission des contrôleurs (peut-être en faisant un 360°, trouve-t-il là un moyen de perdre du temps) et vient heurter le DC9. » Des pilotes de ligne expliquent que pendant la période de grève, des avions de transport de passagers se sont trouvés face à face, dans les mêmes couloirs aériens. Selon eux, d'autres collisions auraient pu survenir.

## Hommages
Une cérémonie officielle a lieu quelques jours après l'accident, au quartier militaire Richemont à Nantes (dans l'actuel quartier Malakoff - Saint-Donatien), en présence de plusieurs ministres et de Michel-Louis Vial, évêque de Nantes.
Les vestiges du train d'atterrissage du DC9 sont conservés au poste de secours de La Planche,. Une stèle est dressée dans la commune, sur le lieu où les restes des 68 défunts ont été rassemblés. Elle porte les inscriptions :
catastrophe aérienne du 5 mars 1973

Ce jour,

Un Coronado, de la compagnie espagnole Spantax,

ayant 99 personnes à bord, a heurté à 9000m. d'altitude,

un DC9 de la compagnie Ibéria, transportant 68 personnes.

Le Coronado a pu se poser en catastrophe à Cognac.

Le DC9 a explosé en plein ciel.

Les dépouilles mortelles des 68 victimes

ont été recueillies en ces lieux.